# 2094
2094 (ММXCIV) е обикновена година, започваща в петък според Григорианския календар. Тя е 2094-та година от новата ера, деветдесет и четвъртата от третото хилядолетие и петата от 2090-те.